# Rosa transturkestanica
Rosa transturkestanica es una especie de planta del género Rosa, de la familia Rosaceae.

## Taxonomía
Rosa transturkestanica fue descrita por N. F. Russanov en 1994.

## Distribución
Se encuentra en el territorio de Uzbekistán.